# Nærøy kommun
Nærøy kommun (norska: Nærøy kommune) var en kommun i Trøndelag fylke i Norge. Kommunens centralort var tätorten Kolvereid.

## Administrativ historik
Nærøy kommun upprättades den 1 januari 1838 (som Nærøen formannskapsdistrikt) när Formannskapslovene från 1837 trädde i kraft. Kommunen omfattade då den västra delen av nuvarande Nærøysunds kommun.
Den 1 juli 1869 bröts Vikna kommun ut ur kommunen som då minskade från 3 226 invånare före delningen till 1 477 invånare efter. Den återstående delen omfattade ett område i den mellersta delen av nuvarande Nærøysunds kommun.
Den 1 januari 1902 överfördes ett obebott område från Kolvereids kommun till Nærøy kommun.
Den 1 januari 1964 gick kommunerna Gravvik och Kolvereid samt huvuddelen av Foldereids kommun upp i Nærøy kommun. Kommunen ökade då från 2 182 invånare före sammanslagningen till 6 241 invånare efter.
Den 1 januari 2020 gick huvuddelen av Nærøy kommun, tillsammans med Vikna kommun, upp i den då nybildade Nærøysunds kommun.